# Paul Spang
Paul Spang (Echternach, 6 juli 1922 - Luxemburg, 15 maart 2009) was een Luxemburgs historicus en archivaris.
Na studies in Leuven, Zürich en Parijs, ging Spang van 1950 tot 1963 les geven aan het Lycée classique in Echternach. Nadien werd hij de eerste directeur van het Nationaal Archief. Spang was initiatiefnemer van de grote Willibrord-tentoonstelling van 1958.
In 1980 organiseerde hij in het Nationaal Archief een tentoonstelling over de Codex Aureus Escorialensis, die in opdracht van keizer Hendrik III in 1046 in Echternach was samengesteld. Hij bracht ook diverse publicaties uit over de geschiedenis van zijn geboortestad.

## Werken
- Handschriften und ihre Schreiber: Ein Blick in das Scriptorium der Abtei Echternach. Luxemburg: Bourg-Bourger 1967 (Editiones Epternacenses)
- Echternach en cartes postales anciennes = Echternach in alten Ansichten. Zaltbommel: Bibliothèque Européenne 1983 ISBN 90-288-2389-1.
- Bertels abbas delineavit: (1544–1607); les dessins de l'abbé Jean Bertels; comment le premier historien du pays de Luxembourg a vu et dessiné notre région européenne et les hommes qui y vivaient. Luxembourg: RTL-Edition 1984
- Von der Zauberflöte zum Standgericht: Naziplakate in Luxemburg 1940–1944; die Kulissen einer Zeit mit der Wiedergabe von 678 Plakaten, davon 78 in Farbe, zahlreichen Dokumenten, Bildern und einer Schallplatte Luxemburg: Verlag der Sankt-Paulus-Druckerei, 1983
- État général des fonds conservés aux Archives Nationales du Grand-Duché de Luxembourg et aux archives de la Section Historique de l’Institut Grand-Ducal, 2 Bände Luxembourg: Section Historique de l’Institut Grand-Ducal, 1995–2003 (Publications de la Section Historique de l’Institut G.-D. de Luxembourg ; vol. 112–113).